# Notopleura thesceloantha
Notopleura thesceloantha är en måreväxtart som först beskrevs av Julian Alfred Steyermark, och fick sitt nu gällande namn av Charlotte M. Taylor. Notopleura thesceloantha ingår i släktet Notopleura och familjen måreväxter. Inga underarter finns listade i Catalogue of Life.